# Unicodeblock Choresmisch
Der Unicodeblock Choresmisch (engl. Chorasmian, U+10FB0 bis U+10FDF) enthält die Schriftzeichen der Choresmischen Sprache.

## Liste
Alle Zeichen haben die bidirektionale Klasse „Rechts nach links“.
| Unicodenummer   | Zeichen (400 %) | Kategorie                               | Offizielle Bezeichnung        | Beschreibung                             |
| --------------- | --------------- | --------------------------------------- | ----------------------------- | ---------------------------------------- |
| U+10FB0 (69552) | 𐾰               | anderer Buchstabe, Silbe oder Ideogramm | CHORASMIAN LETTER ALEPH       | Choresmischer Buchstabe Aleph            |
| U+10FB1 (69553) | 𐾱               | anderer Buchstabe, Silbe oder Ideogramm | CHORASMIAN LETTER SMALL ALEPH | Choresmischer Buchstabe kleines Aleph    |
| U+10FB2 (69554) | 𐾲               | anderer Buchstabe, Silbe oder Ideogramm | CHORASMIAN LETTER BETH        | Choresmischer Buchstabe Beth             |
| U+10FB3 (69555) | 𐾳               | anderer Buchstabe, Silbe oder Ideogramm | CHORASMIAN LETTER GIMEL       | Choresmischer Buchstabe Gimel            |
| U+10FB4 (69556) | 𐾴               | anderer Buchstabe, Silbe oder Ideogramm | CHORASMIAN LETTER DALETH      | Choresmischer Buchstabe Daleth           |
| U+10FB5 (69557) | 𐾵               | anderer Buchstabe, Silbe oder Ideogramm | CHORASMIAN LETTER HE          | Choresmischer Buchstabe He               |
| U+10FB6 (69558) | 𐾶               | anderer Buchstabe, Silbe oder Ideogramm | CHORASMIAN LETTER WAW         | Choresmischer Buchstabe Waw              |
| U+10FB7 (69559) | 𐾷               | anderer Buchstabe, Silbe oder Ideogramm | CHORASMIAN LETTER CURLED WAW  | Choresmischer Buchstabe gekringeltes Waw |
| U+10FB8 (69560) | 𐾸               | anderer Buchstabe, Silbe oder Ideogramm | CHORASMIAN LETTER ZAYIN       | Choresmischer Buchstabe Zayin            |
| U+10FB9 (69561) | 𐾹               | anderer Buchstabe, Silbe oder Ideogramm | CHORASMIAN LETTER HETH        | Choresmischer Buchstabe Heth             |
| U+10FBA (69562) | 𐾺               | anderer Buchstabe, Silbe oder Ideogramm | CHORASMIAN LETTER YODH        | Choresmischer Buchstabe Yodh             |
| U+10FBB (69563) | 𐾻               | anderer Buchstabe, Silbe oder Ideogramm | CHORASMIAN LETTER KAPH        | Choresmischer Buchstabe Kaph             |
| U+10FBC (69564) | 𐾼               | anderer Buchstabe, Silbe oder Ideogramm | CHORASMIAN LETTER LAMEDH      | Choresmischer Buchstabe Lamedh           |
| U+10FBD (69565) | 𐾽               | anderer Buchstabe, Silbe oder Ideogramm | CHORASMIAN LETTER MEM         | Choresmischer Buchstabe Mem              |
| U+10FBE (69566) | 𐾾               | anderer Buchstabe, Silbe oder Ideogramm | CHORASMIAN LETTER NUN         | Choresmischer Buchstabe Nun              |
| U+10FBF (69567) | 𐾿               | anderer Buchstabe, Silbe oder Ideogramm | CHORASMIAN LETTER SAMEKH      | Choresmischer Buchstabe Samekh           |
| U+10FC0 (69568) | 𐿀               | anderer Buchstabe, Silbe oder Ideogramm | CHORASMIAN LETTER AYIN        | Choresmischer Buchstabe Ayin             |
| U+10FC1 (69569) | 𐿁               | anderer Buchstabe, Silbe oder Ideogramm | CHORASMIAN LETTER PE          | Choresmischer Buchstabe Pe               |
| U+10FC2 (69570) | 𐿂               | anderer Buchstabe, Silbe oder Ideogramm | CHORASMIAN LETTER RESH        | Choresmischer Buchstabe Resh             |
| U+10FC3 (69571) | 𐿃               | anderer Buchstabe, Silbe oder Ideogramm | CHORASMIAN LETTER SHIN        | Choresmischer Buchstabe Shin             |
| U+10FC4 (69572) | 𐿄               | anderer Buchstabe, Silbe oder Ideogramm | CHORASMIAN LETTER TAW         | Choresmischer Buchstabe Taw              |
| U+10FC5 (69573) | 𐿅               | anderes Zahlzeichen                     | CHORASMIAN NUMBER ONE         | Choresmische Zahl Eins                   |
| U+10FC6 (69574) | 𐿆               | anderes Zahlzeichen                     | CHORASMIAN NUMBER TWO         | Choresmische Zahl Zwei                   |
| U+10FC7 (69575) | 𐿇               | anderes Zahlzeichen                     | CHORASMIAN NUMBER THREE       | Choresmische Zahl Drei                   |
| U+10FC8 (69576) | 𐿈               | anderes Zahlzeichen                     | CHORASMIAN NUMBER FOUR        | Choresmische Zahl Vier                   |
| U+10FC9 (69577) | 𐿉               | anderes Zahlzeichen                     | CHORASMIAN NUMBER TEN         | Choresmische Zahl Zehn                   |
| U+10FCA (69577) | 𐿊               | anderes Zahlzeichen                     | CHORASMIAN NUMBER TWENTY      | Choresmische Zahl Zwanzig                |
| U+10FCB (69577) | 𐿋               | anderes Zahlzeichen                     | CHORASMIAN NUMBER ONE HUNDRED | Choresmische Zahl Hundert                |